# 페터 필츠

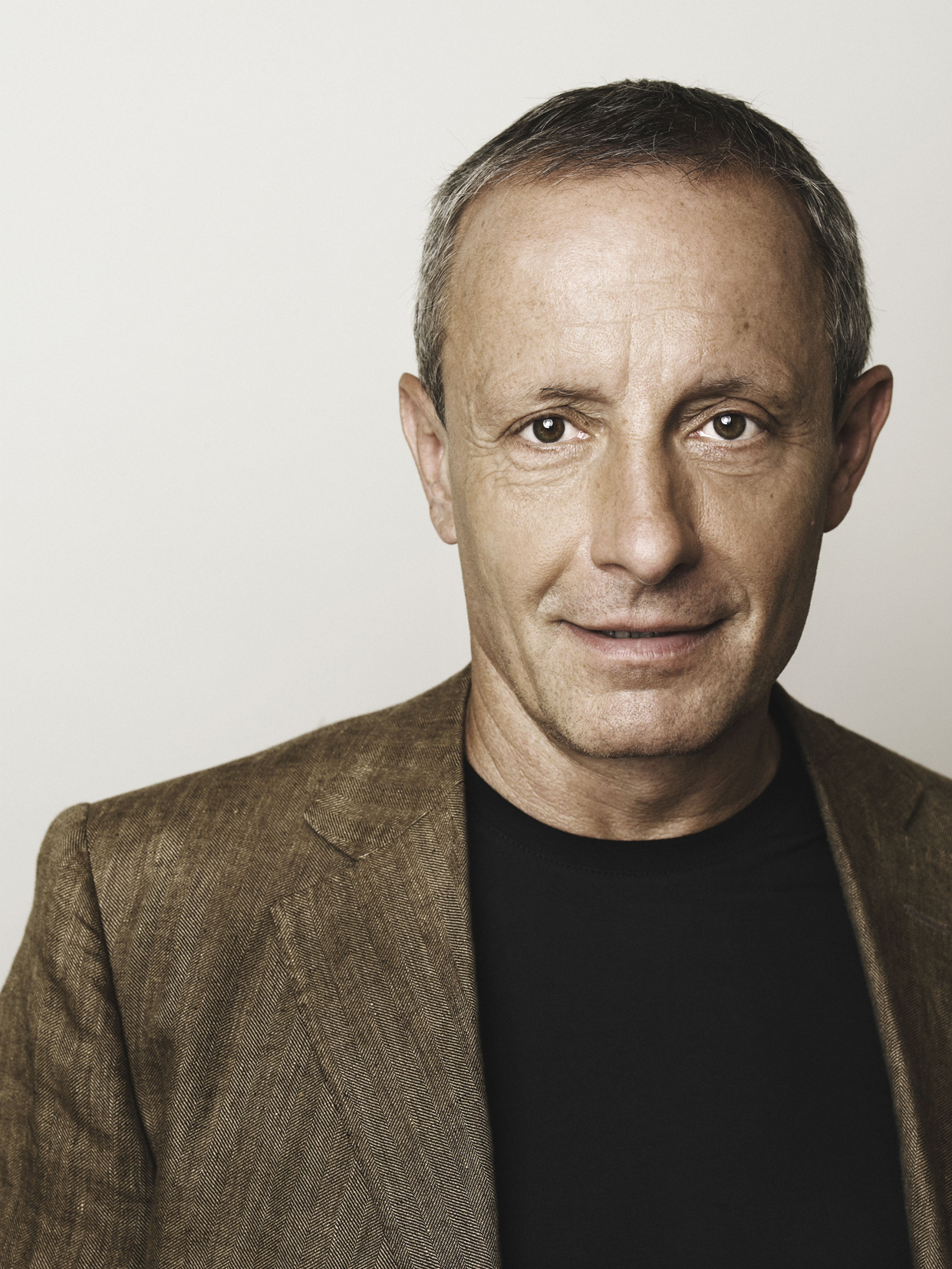
페터 필츠

페터 필츠(독일어: Peter Pilz, 1954년 1월 22일 ~ )는 오스트리아의 정치인이다. 1986년부터 2017년까지 녹색 - 녹색 대안 당원이었으나, 이후 탈당하여 페터 필츠 명단(이하 필츠당)을 창당하였다.
2017년 11월 4일, 성범죄 논란에 휩쓸린 가운데 국회의원직 사퇴를 선언했으며, 그의 의원직은 마르타 비스만이 승계했다. 2018년 5월 22일 재판이 끝난 후 의원직 복귀를 선언했다.